# Nike Kocijančič Pokorn
Nike Kocijančič Pokorn, slovenska prevodoslovka, * 1967. 
Diplomirala je iz francoskega jezika in književnosti (1991) in angleškega jezika, prevajalska smer (1992), magistrirala iz angleške književnosti (1995) in doktorirala iz literarnih znanosti (1999) na Filozofski fakulteti Univerze v Ljubljani. Leta 2001 je prejela nagrado Evropskega združenja za prevodoslovje (EST) za svojo doktorsko disertacijo. Od leta 1993 je zaposlena na Filozofski fakulteti UL, od leta 2000 na Oddelku za prevajalstvo: 2000–2005 kot docentka, 2005–2009 kot izredna profesorica in od 2009 kot redna profesorica. Raziskovalno se ukvarja s tematiko prevajanja v nematerni jezik in z ideološkimi vplivi na prevod in prevajanje.  
Je med ustanovnimi članicami in predsednica Slovenskega translatološkega društva STRIDON in predsednica mednarodne mreže doktorskih prevodoslovnih programov ID-TS (International Doctorate in Translation Studies).  